# 1635: Східний фронт
«1635: Східний фронт» (англ. 1635: The Eastern Front) — роман Еріка Флінта в жанрі альтернативної історії серії «1632». Твір вперше опублікований у твердій обкладинці видавництвом Baen Books 5 жовтня 2010 року, а в листопаді 2011 року — у м'якій палітурці. Це продовження «1635: Заплутана мережа» і безпосередньо продовжується в романі «1636: Саксонське повстання».

## Короткий зміст сюжету
У сценарії альтернативної історії роману та серії шведський король Густав Адольф за допомогою тимчасово переміщених громадян Ґрантвіля, Західна Вірджинія, перехилив терези в Тридцятилітній війні та став імператором більшої частини Німеччини, тепер реорганізовано як Сполучені Штати Європи. Принаймні тимчасово відійшовши від Австрії та Франції, головних ворогів нової держави, він вільний звернути свою увагу на бунтівні Бранденбург і Саксонію та здійснити свою мрію про завоювання Польщі. Перші були належним чином відвойовані, а другі піддані вторгненню.
Житель Західної Вірджинії Майк Стернс, колишній прем'єр-міністр США, а нині генерал-майор, який командує третьою дивізією армії США, добре зарекомендував себе під час кампанії, але звірства, скоєні деякими з його підлеглих, змушують його створити Полк шибеників для охорони правопорядку у власних військах під командуванням новоспеченого легкого полковника Джеффа Гіґґінса.
Тим часом на домашньому фронті відбуваються інші події, пов'язані з дружиною Майка Ребеккою Абрабанель і шведською королівською родиною. Французькі гугеноти намагаються вбити доньку Густава, принцесу Крістіну та її нареченого принца Ульріка, намагаючись викликати гнів шведів і данців проти кардинала Рішельє та уряду їхньої католицької країни. Принц і принцеса втікають, хоча її матір, королеву Марію Елеонору, вбивають.
Східна війна Густава зупиняється в битві на озері Бледно, в якій він здобуває стратегічну перемогу, але отримує небезпечне для життя поранення. Його досі вірний канцлер Аксель Оксеншерна використовує можливість захопити владу, намагаючись повернути назад демократизуючий вплив західних вірджинців, ставлячи під загрозу СШЄ у критичний момент.

## Літературне значення та відгуки
Рецензент SFRevu дав позитивну рецензію та написав: «Одна з найкращих речей у творчості Флінта — це плавний потік його описів битв. Він представляє велич і жах, не занурюючись у детальний опис битви. Він бездоганно поєднує безліч точок зору в цілісну розповідь, яка виходить за рамки СШЄ. Приємно читати, як він вплітає в основний сюжет події, що відбуваються в додаткових книжках. Це завжди було однією з візитних карток серії». Рецензент журналу Shiny Book Review написав, що «історія затягує», а також похвалив автора, написавши, що «з властивою йому вправністю Ерік Флінт зазвичай може створити чудову історію» і «це роман Еріка Флінта, тож ви знаєте, що редактура буде якісною».
2011 року «1635: Східний фронт» ледь не потрапив до списку бестселерів Locus Hardcovers, але досяг достатньо успіху, щоб посісти друге місце.